# Die Aktion
Die Aktion („Acțiunea”) a fost o revistă politică și literară germană, editată de Franz Pfemfert și publicată între 1911 și 1932 în Berlin-Wilmersdorf; ea a promovat expresionismul literar și politica de stânga. Inițial, Die Aktion a fost publicată săptămânal, după 1919 la fiecare două săptămâni și începând din 1926 doar sporadic.
Publicarea revistei Die Aktion a fost reluată în 1981 de către casa editorială Edition Nautilus. Numerele sale apar neregulat.

## Istoric

### Începuturi
În 1904 Pfemfert a devenit redactor al revistei anarhiste Der Kampf, ce era condusă de Senna Hoy. Acolo a intrat în contact cu mai mulți scriitori și artiști moderni, precum și cu grupuri politice de opoziție. Unul dintre primii săi colaboratori a fost Herwarth Walden, viitorul editor al revistei Der Sturm.
După ce a părăsit postul deținut la Der Kampf, Pfemfert a lucrat pentru revistele Das Blaubuch și Demokrat (devenind redactor-șef al acestei din urmă în 1910). În revista stângii radicale Demokrat, pe care a redactat-o împreună cu Georg Zepler (1859-1925), el a publicat texte ale unor numeroși scriitori, care vor deveni mai târziu colaboratori ai revistei Die Aktion. La începutul anului 1911 colaborarea lui Pfemfert cu Zepler s-a încheiat atunci când Zepler, fără consultarea lui Pfemfert, a scos un articol al lui Kurt Hiller din lista de contribuții programate. Pfemfert a decis să-și fondeze propria lui revistă; astfel a apărut Die Aktion.

### 1911-1914: Expresionism și internaționalism
Primul număr al Die Aktion a fost publicat pe 2 februarie 1911, cu subtitlul „Revistă de literatură și politică liberală”. În 1912 subtitlul a devenit „Periodic săptămânal de politică, literatură și artă”.
Ca urmare a contactului lui Pfemfert cu Hiller și cu prietenii lui Hiller de la Der Neue Club, care organiza cenacluri de seară ale artiștilor expresioniștilor sub denumirea de „clubul neo-dramatic”, Die Aktion a devenit rapid mediul de exprimare principal al noii mișcări. Datorită faptului că Pfemfert a reușit să facă mulți scriitori celebri în perioade scurte de timp și a avut relații cu editori ca Ernst Rowohlt și Samuel Fischer, el a primit un aflux constant de contribuții de calitate (în ciuda faptului că nu plătea niciun drept de autor către scriitori).
Începând din 1913 au fost publicate mai multe ediții speciale care au fost dedicate poeziei, inclusiv o ediție consacrată exclusiv operei lui Georg Heym (care a murit la 24 de ani la începutul anului 1912). După 1914 cantitatea operelor de artă publicate a crescut - perioada se evidențiază prin xilogravurile sale deosebit de sugestive pe care le-a publicat.
În primul număr, Pfemfert a prezentat obiectivul revistei Die Aktion:
„Die Aktion susține ideile marilor partide germane de stânga, fără a se atașa în particular niciunui partid politic. Die Aktion vrea să încurajeze gândirea impresionantă a intelectualității și să ajute la redobândirea strălucirii termenului de „război cultural”. În domeniile artei și literaturii, Die Aktion caută să creeze o contrapondere între obiceiurile rele ale presei pseudo-liberale pentru a pune în valoare noile mișcări, care erau ignorate din cauza intereselor de afaceri.”
Pfemfert a folosit revista, de asemenea, în campanii mediatice precum eliberarea psihologului sexual austriac Otto Gross, care fusese arestat și condamnat de propriul său tată, ce era judecător.

### 1914-1918: Opoziție în timpul războiului
Izbucnirea războiului în 1914 a înrăutățit situația, impunând o cenzură mai strictă.
Pfemfert a decis, prin urmare, să publice numai acele contribuții care aveau o natură pur literară, în scopul de a evita o interzicere completă a revistei. Die Aktion nu a oprit niciodată de fapt publicarea unui flux de mesaje anti-războinice (inclusiv articole virulente care fuseseră prezentate deja în alte reviste precum „I Cut Time” și o serie de scrisori către redacție, care conțineau critici dure ale artiștilor și intelectualilor ce sprijineau războiul). Pfemfert a continuat, de asemenea, să publice articole literare cu teme voalat antimilitariste precum poezii de pe front (inclusiv scrierile lui Oskar Kanehl și Wilhelm Klemm, care au compus o imagine puternică a războiului din tranșee). Mai mult decât atât, mai multe ediții au fost dedicate în întregime literaturii din „țările inamice”. Din 1915 Pfemfert a fost implicat în organizația clandestină Partidului Socialist Antinațional.

### 1918-1925: Periodic săptămânal pentru socialismul revoluționar
Declarându-se dezamăgit de expresionism, Pfemfert a renunțat să mai susțină mișcarea (argumentând că mulți scriitori nu mai erau interesați de colaborare și au încheiat contracte cu mari edituri — lucru pe care l-a perceput ca pe o trădare). El a simțit că perioada inițial rebelă a expresionismului se încheiase în cele din urmă și ca reacție a publicat doar texte politice în Die Aktion. Imediat după izbucnirea Revoluției Germane, Die Aktion a fost declarat ca organ oficial al Partidului Socialist Antinațional și a pledat pentru o revoluție socială și pentru sprijinirea Revoluției Ruse. Revista a publicat scrierilor unui grup eterogen de autori de la Lenin și alți lideri bolșevici până la anarhiști ca Bakunin.
Chiar de la sfârșitul anului 1918, Die Aktion a publicat un apel către Liga Spartachistă și, după fondarea Partidului Comunist din Germania (KPD), Pfemfert a transformat revista în organul de presă al partidului. În acest scop, el a schimbat subtitlul revistei Die Aktion în Periodic săptămânal pentru socialismul revoluționar. Când KPD și-a schimbat politica în octombrie 1919 și a început să-i excludă pe sindicaliști, Pfemfert a încercat încă o dată să alinieze Die Aktion cu opoziția comuniștilor de stânga. Începând din 1920 cu toate acestea, el a sprijinit Partidul Muncitorilor Comuniști din Germania (KAPD). La mijlocul anilor 1920 s-a apropiat de Uniunea Muncitorilor Liberi din Germania (FAUD), organizația anarho-sindicală a lui Rudolf Rocker, și a publicat mai multe texte ale lui Rocker în revista sa. Cu toate acestea, devenise deja evident faptul că mișcarea revoluționară își pierduse din avânt.

### 1926-1932: Sfârșit
Un alt factor care a dus la dispariția revistei a fost hiperinflația de dinainte de adoptarea Rentenmark.
Subtitlul revistei a fost schimbat în 1929 în cel de Revistă pentru comunismul revoluționar, dar prin acea perioadă Die Aktion aproape dispăruse de pe piață. În scopul de a economisi spațiu, textele au fost tipărite cu fonturi tot mai mici; în 1929 au apărut trei ediții, în 1930 o ediție, în 1931 două ediții și în august 1932 ultima ediție. În afară de motivele de natură economică și politică, înrăutățirea sănătății lui Pfemfert în timpul anilor 1920 a contribuit la acest rezultat.

## Imagine
Die Aktion a fost publicată în format in-quarto, cu spații duble. La început, textele revistei au fost scrise cu litere gotice, dar începând din 1912 au fost folosite literele Antiqua (pentru a fi în conformitate cu tonul său modernist).
Cele mai multe ediții aveau 14 pagini. Revista a fost, de obicei, condusă după politicile editoriale stabilite de Pfemfert. La început, acestea erau imprimate pe prima pagină înainte ca aceasta să fie schimbată cu un copertă care conținea de multe ori creații artistice expresioniste, alături de sumarul revistei.

## Circulație și finanțare
Baza economică a revistei Die Aktion fost întotdeauna instabilă, în ciuda succesului său inițial în rândul intelectualității. În perioada de apogeu erau vândute 7.000 de exemplare. Prețul a fost inițial de 10 pfennigi, a crescut la 30 în momentul izbucnirii Primului Război Mondial, apoi la 40 și a ajuns la 80 de pfennigi în 1918.
Pentru a atrage mai multe venituri, a fost tipărită o ediție de lux pe hârtie cartonată, cu un tiraj de 100 de exemplare, ce era vândută la un preț de patru ori mai mare decât prețul obișnuit. Acest lucru s-a datorat faptului că Pfemfert a vrut să rămână independent, nu a inclus niciun fel de publicitate, dar a participat în mod regulat la evenimente publice precum baluri, lecturi și prelegeri de seară. El a refuzat contribuțiile venite din terțe părți precum Paul Cassirer, care i-a făcut o astfel de ofertă în timpul războiului.
Începând din 1916, Aktion a început să publice cărți, iar, în 1917, Pfemfert a fondat Aktions-Buch-und-Kunsthandlung („Librăria și galeria de artă Aktion”), care a fost condusă de soția lui Pfemfert, Alexandra Ramm-Pfemfert. Având sediul pe Kaiserallee 222 (astăzi Bundesallee) în Berlin-Wilmersdorf, ea a contribuit, de asemenea, la creșterea veniturilor.

## Redactarea revistei
La început, Kurt Hiller și anarhistul Anselm Ruest au lucrat alături de Pfemfert la redactarea revistei; Ruest a plecat în 1912 și Hiller în 1913. Din 1918 până în 1929, poetul Oskar Kanehl a fost cel mai important colaborator al lui Pfemfert, iar Alexandra Ramm-Pfemfert a participat în mod regulat la publicarea revistei. Cel puțin pentru o perioadă scurtă de timp, a lucrat acolo și o secretară pe nume Lisa Pasedag.

## Scriitori și artiști - colaboratori ai revistei
| - Alexander Arhipenko - Gerd Arntz - André Derain - Conrad Felixmüller - Lyonel Feininger - George Grosz - Ernst Ludwig Kirchner - Alfred Kubin - Wilhelm Lehmbruck - Franz Marc - Henri Matisse - Ludwig Meidner - Max Oppenheimer - Pablo Picasso - Christian Schad - Egon Schiele - Karl Schmidt-Rottluff - Georg Schrimpf - Félix Vallotton - Heinrich Vogeler | - Ernst Angel - Hugo Ball - Johannes R. Becher - Gottfried Benn - Ernst Blass - Franz Blei - Paul Boldt - Georg Brandes - Max Brod - James Broh - Theodor Däubler - Albert Ehrenstein - Carl Einstein - André Gide - Claire Goll - Iwan Goll - Ferdinand Hardekopf - Henriette Hardenberg - Max Herrmann-Neisse - Georg Heym - Kurt Hiller - Jakob van Hoddis - Richard Huelsenbeck - Heinrich Eduard Jacob - Franz Jung - Oskar Kanehl - Hermann Kasack | - Wilhelm Klemm - Arthur Kronfeld - Else Lasker-Schüler - Hans Leybold - Alfred Lichtenstein - Heinrich Mann - Charles Péguy - Ernst Stadler - Theodor Lessing - Franz Mehring - Erich Mühsam - Mynona - Karl Otten - Erwin Piscator - Ludwig Rubiner - René Schickele - Paul Scheerbart - Walter Serner - Carl Sternheim - Ernst Toller - Frank Wedekind - Franz Werfel - Alfred Wolfenstein - Carl Zuckmayer | - Mihail Bakunin - Alexander Bogdanov - Piotr Kropotkin - Nadejda Krupskaia - Vladimir Lenin - Karl Liebknecht - Anatoli Lunacearski - Rosa Luxemburg - Antonie Pannekoek - Rudolf Rocker - Otto Rühle - Leon Troțki |